# Бююкоюнлю
Бююкоюнлю, още Бююнлю или Бююнли (на турски: Büyüköğünlü), е село в Източна Тракия, Турция, Вилает Одрин, околия Лалапаша.

## География
Селото се намира североизточно от Одрин, в близост до границата с България. Разположено е на разстояние 33 км от Одрин и 6 км от общинския център Лалапаша.

## История
В XIX век Бююкоюнлю е българско село в Одринската кааза на Одринския вилает на Османската империя. Според „Етнография на вилаетите Адрианопол, Монастир и Салоника“, издадена в Константинопол в 1878 година и отразяваща статистиката на населението от 1873 година, Бонюнли (Boniounli) има 70 домакинства и 314 българи.
Според статистиката на професор Любомир Милетич в 1912 година в селото живеят 59 български екзархийски семейства или 263 души.
Българското население на Бююнли се изселва след Междусъюзническата война в 1913 година
През 1914 година в селото са заселени 29 помашки семейства от Петвар и едно от 1 от Чуреково, избягали от насилственото покръстване на помаците.

## Население
- 1997 – 315 души
- 2000 – 331 души
- 2007 – 380 души

## Личности
Родени в Бююкоюнлю
- Фоти Д. Шивачев (1875 - ?), участник в Илинденско-Преображенското въстание в Одринско с четата на Кръстьо Българията[4]